# Kié-Ntem
Provincia de Kié-Ntem är en provins i Ekvatorialguinea. Den ligger i den nordöstra delen av landet, 300 km sydost om huvudstaden Malabo. Antalet invånare är 161 807. Arean är 3 943 kvadratkilometer. Provincia de Kié-Ntem gränsar till Provincia de Wele-Nzas och Provincia de Centro Sur. 
Terrängen i Provincia de Kié-Ntem är platt åt nordost, men åt sydväst är den kuperad.
Följande samhällen finns i Provincia de Kié-Ntem:
- Ebebiyin
- Mikomeseng
- Nsang